# Joe Cullen
Joe Cullen (Bradford, 13 juli 1989) is een Engelse dartsspeler die speelt bij de Professional Darts Corporation.

## Carrière
Joe Cullen sloot zich in 2008 aan bij de PDC. In 2011 kwalificeerde hij zich voor het eerst voor het PDC World Darts Championship.

### 2021
In oktober bereikte Cullen de halve finale van het European Darts Championship.

### 2022
Door in januari 2022 achtereenvolgens Daryl Gurney, Gary Anderson, Michael van Gerwen en José de Sousa te verslaan, wist Cullen zich te plaatsen voor de finale van The Masters. In zijn eerste finale op een televisietoernooi mocht de Engelsman aantreden tegen Dave Chisnall. Deze wist hij met 11-9 in legs te verslaan en zo bemachtigde hij zijn eerste majortitel.
Zijn overwinning leverde hem voor het eerst een plek op in de Premier League of Darts. In deze competitie wist nipt hij de play-offs te behalen. Op de laatste reguliere speelavond won hij van de Schotse wereldkampioen Peter Wright, die evengoed nog kans maakte op de laatst plek van de finaleavond. In de halve finale mocht de Engelsman het vervolgens opnemen tegen Welshman Jonny Clayton, die als koploper van de league de play-offs inging en vorig jaar de Premier League won. Cullen gooide in die wedstrijd met een aantal van elf de meeste 180'ers in een halve finale van de Premier League ooit. 'The Rockstar' won de pot dan ook met 10-4. Daardoor mocht hij het in de finale opnemen tegen Michael van Gerwen. Cullen miste in de beslissende leg een matchdart op de dubbel zestien, zag Van Gerwen via de dubbel veertien winnen met 11-10 en greep zo net langs de titel.

## Resultaten op Wereldkampioenschappen

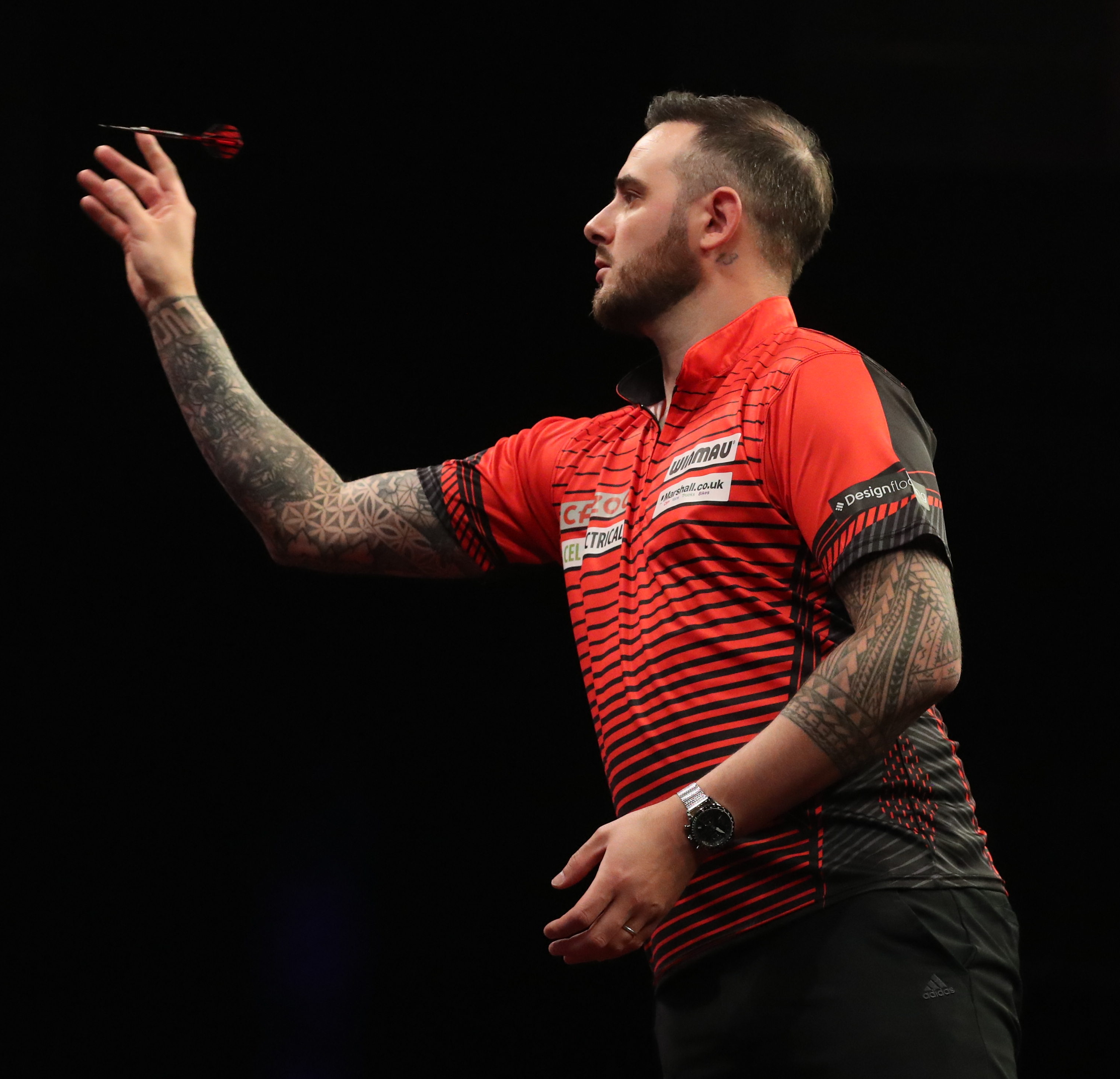
Cullen (2022)

### PDC
- 2011: Laatste 64 (verloren van Terry Jenkins met 1-3)
- 2012: Laatste 64 (verloren van Terry Jenkins met 0-3)
- 2013: Laatste 64 (verloren van John Part met 0-3)
- 2014: Laatste 64 (verloren van  Peter Wright met 0-3)
- 2015: Laatste 64 (verloren van Michael van Gerwen met 1-3)
- 2016: Laatste 64 (verloren van Jelle Klaasen met 0-3)
- 2017: Laatste 32 (verloren van Adrian Lewis met 0-4)
- 2018: Laatste 64 (verloren van Jermaine Wattimena met 2-3)
- 2019: Laatste 64 (verloren van Brendan Dolan met 0-3)
- 2020: Laatste 64 (verloren van Nico Kurz met 1-3)
- 2021: Laatste 16 (verloren van Michael van Gerwen met 3-4)
- 2022: Laatste 32 (verloren van Martijn Kleermaker met 3-4)
- 2023: Laatste 16 (verloren van Michael Smith met 1-4)
- 2024: Laatste 16 (verloren van Luke Humphries met 3-4)
- 2025: Laatste 32 (verloren van Gerwyn Price met 3-4)

### PDC World Youth Championship
- 2011: Laatste 16 (verloren van Lewis Venes met 3-4)
- 2012: Laatste 32 (verloren van Dirk van Duijvenbode met 4-5)

## Resultaten op de World Matchplay
- 2012: Laatste 32 (verloren van Justin Pipe met 4-10)
- 2016: Laatste 32 (verloren van Peter Wright met 5-10)
- 2017: Laatste 32 (verloren van Raymond van Barneveld met 8-10)
- 2018: Kwartfinale (verloren van Gary Anderson met 17-19)
- 2019: Laatste 32 (verloren van Ian White met 0-10)
- 2020: Laatste 16 (verloren van Dimitri Van den Bergh met 9-11)
- 2021: Laatste 16 (verloren van Peter Wright met 5-11)
- 2022: Laatste 16 (verloren van Michael van Gerwen met 5-11)
- 2023: Halve finale (verloren van Nathan Aspinall met 9-17)
- 2024: Laatste 16 (verloren van Michael van Gerwen met 8-11)
- 2025: Laatste 32 (verloren van James Wade met 3-10)

## Gespeelde finales hoofdtoernooien

### PDC
| Resultaat | Nr. | Jaar | Kampioenschap           | Tegenstander       | Score   | Variant |
| Winnaar   | 1.  | 2022 | The Masters             | Dave Chisnall      | 11 – 9  | Legs    |
| Runner-up | 2.  | 2022 | Premier League of Darts | Michael van Gerwen | 10 – 11 | Legs    |

- Wedstrijden worden beslist bij gewonnen legs of sets